# والتر آتلي إدواردز
والتر آتلي إدواردز (بالإنجليزية: Walter Atlee Edwards)‏ هو ضابط أمريكي، ولد في 8 نوفمبر 1886 في فيلادلفيا في الولايات المتحدة، وتوفي في 15 يناير 1928 في واشنطن العاصمة في الولايات المتحدة.